# Видноје
Видноје (рус. Видное) град је у Русији у Московској области. Према попису становништва из 2010. у граду је живело 56.798 становника.

## Становништво
Према прелиминарним подацима са пописа, у граду је 2010. живело 56.798 становника, 4.600 (8,81%) више него 2002.
| 1959.  | 1970.  | 1979.  | 1989.  | 2002.  | 2010.  |
| ------ | ------ | ------ | ------ | ------ | ------ |
| 14.191 | 35.446 | 44.208 | 55.829 | 52.198 | 56.752 |

## Градови побратими
- Глифада
- Кант
- Losser
- Nuwara Eliya, Шри Ланка
- Шаошан
- Тусула